# Bank Street (stadion)
A Bank Street (vagy Bank Lane) egy stadion volt a manchesteri Claytonban. Főleg labdarúgó-mérkőzéseknek adott otthont, a Manchester United Football Club (akkor Newton Heath Football Club) második stadionja volt a North Road után, amit 1893-ban hagytak el. A stadion befogadóképessége nagyjából 50 ezer fő volt, de 1910-ben az Old Traffordra költöztek, mert John Henry Davies tulajdonos úgy érezte, hogy nem tudná megfelelően bővíteni a stadiont.
Mire a csapat kiköltözött a stadionból, a Bank Street borzasztó állapotban volt és nem sokkal később egy vihar közben összeomlott a keleti, fő lelátó. Napjainkban a stadion helyén a Manchester Velodrome parkolója található, aminek a falán elhelyeztek egy emléktáblát, amin fel van tüntetve a régi stadion neve. Közel található a Manchester City otthonához, a City of Manchester Stadionhoz.